# Dan Eley

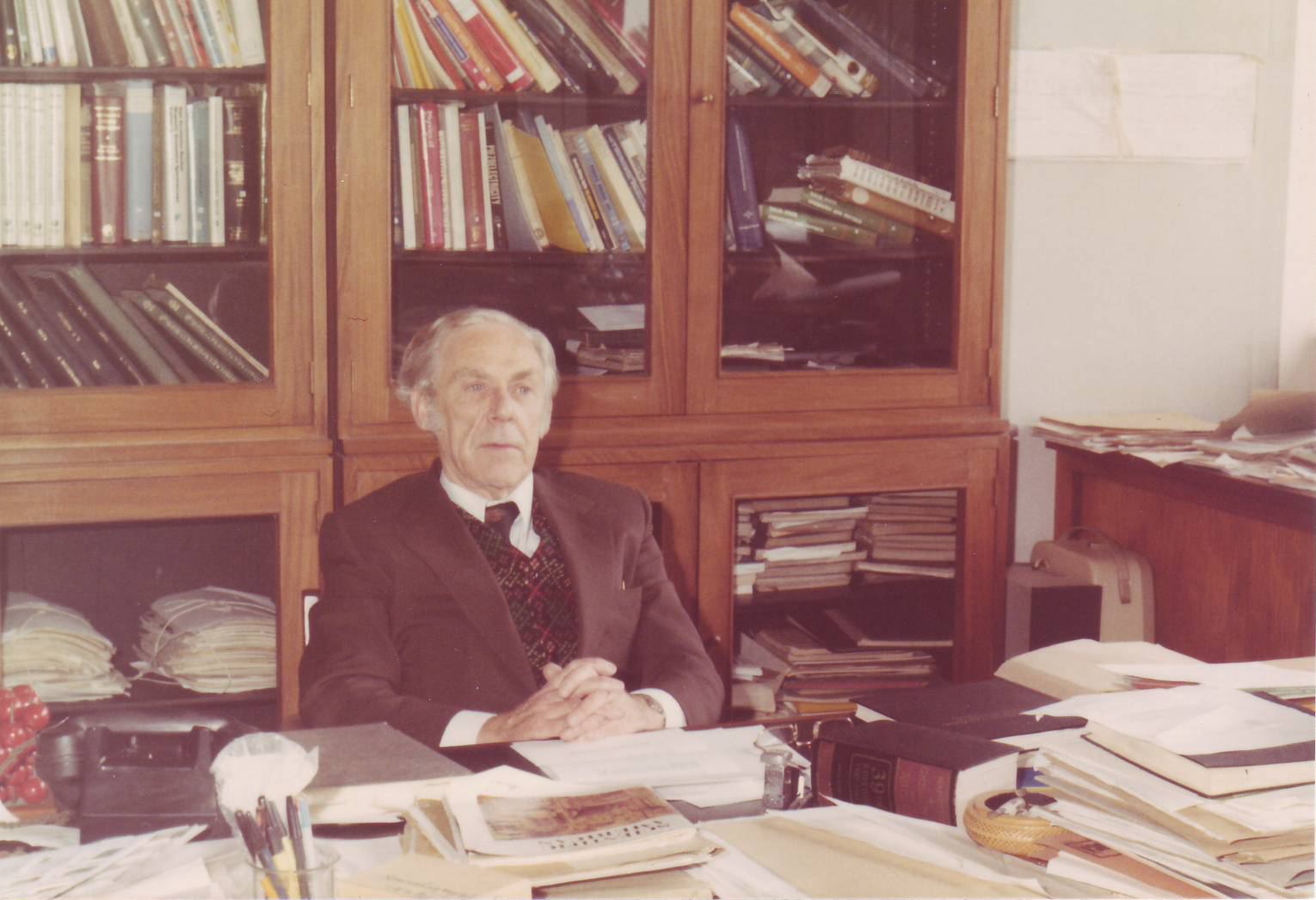
Dan Eley

Dan Eley (* 1. Oktober 1914 bei Liverpool als Daniel Douglas Eley; † 3. September 2015) war ein britischer Chemiker.

## Leben
Er wuchs in West Bridgford, dem Verwaltungssitz von Rushcliffe auf, wo sein Vater Daniel als Werbemanager für die Drogeriekette Boots arbeitete, die später in Alliance Boots aufging. Die Familie zog in den 1920ern nach London um. In den 1930ern studierte Dan an der University of Manchester. 1937 promovierte er bei Michael Polanyi. Von 1938 bis 1945 war er an der University of Cambridge, um zu unterrichten, zugleich diente er in der British Home Guard und erforschte Explosivstoffe für das Ministry of Supply. Danach unterrichtete er an der University of Bristol. 1954 wurde er zum Professor für Physikalische Chemie an der University of Nottingham ernannt. Nach dem Sinken der Torrey Canyon war er Berater bei der Beseitigung der Schäden. 1942 heiratete er die Ärztin Brenda Williams († 1992). Ihr Sohn ist Rod Eley.

## Werk
In Cambridge arbeitete er mit Eric Rideal zusammen zum Thema Katalyse. Er untersuchte Desoxyribonukleinsäure und erkannte ihre elektrische Leitfähigkeit, die zu ihrer Schädigung führen kann, und betreute auch Rosalind Franklin. 1964 wurde er mit der Aufnahme in die Royal Society geehrt, da er mit seinen Studenten Pionierarbeiten zu organischen Halbleitern durchgeführt hatte. Zu seinen Studenten gehörten Hiroo Inokuchi und David Needham, der die Niels-Bohr-Professur an der Syddansk Universitet innehat. Kurz nach seinem 100. Geburtstag wurde er mit der Blue Plaque der Royal Society of Chemistry geehrt.